# Segona Guerra Carib
La Segona Guerra Carib o Guerra de Bringand (Second Carib War o Bringand's War, 1795 - 1797) fou una guerra que va passar a Saint Vincent i les Grenadines entre el 1795 i el 1797 entre l'Imperi Britànic i els caribs negres ajudats pels francesos. En aquest conflicte hi va lluitar l'exèrcit britànic contra els caribs negres i els francesos per al control de l'illa de Saint Vincent. Els caribs negres estaven liderats pel Cap Joseph Chatoyer.

## Context i precedents
La Segona Guerra Carib va succeir en el context de la lluita per la colonització i control de l'illa de Saint Vincent, al Carib entre els imperis britànic i francès i els pobles indígenes d'aquesta, els caribs, sobretot els caribs negres, entre els quals també hi havia esclaus fugitius afroamericans.
Entre el 1769 i el 1773 hi va haver la Primera Guerra Carib entre els britànics i els caribs negres que va acabar amb un acord de pau que no fou satisfactori per cap de les dues parts. El 1779, durant la Guerra d'Independència dels Estats Units, l'Imperi Francès va aconseguir altra vegada el control de l'illa, però el Tractat de París (1783) va acordar que tornes a formar part de l'Imperi Britànic.

## Segona Guerra Carib
La Segona Guerra Carib va començar el 1795 quan els caribs, que tenien molts greuges contra l'administració colonial britànica i amb el suport de revolucionaris francesos, van fer una sèrie d'atacs el març de 1795 amb els que van aconseguir guanyar el control de la majoria de l'illa excepte la zona immediata de Kingstown. Els britànics van aconseguir mantenir el control de l'actual capital gràcies a l'arribada de reforços. Els intents que van fer els britànics per tal de penetrar i controlar la zona d'interior i de sobrevent de l'illa, que estava en mans dels caribs negres no van fructificar a causa de la incompetència del seu exèrcit, a les malalties tropicals, el poc coneixement que tenien de la geografia de l'illa i a la defensa efectiva dels aborígens que reberen l'ajuda d'algunes tropes franceses.
El 1794, després que la coalició carib-francesa obtingués el control de gran part de l'illa (excepte Kingstown), Chatoyer va dividir-se el control de l'illa amb el també cap carib Duvallier. Els dos caps caribs i les forces franceses que estaven a Chateaubelair van llençar el que havia de ser l'assalt final a Kingstown des de Dorsetshire Hill. A aquí hi havia arribat reforços de l'exèrcit britànic des de Martinica, concretament el Regiment de Whyte o el 1st Bn. West India Regiment, capitanejat per Robert Malcolm.
El 14 de març de 1795 el general Ralph Abercromby va efectuar un assalt desesperat a Dorsetshire Hill amb els reforços. Aquella nit, Chatoyer fou mort en combat personal. La mort del seu líder fou catastròfica per les forces caribs, que van continuar lluitant un any més, fins al juny de 1796. A més a més, les tropes franceses van abandonar els seus aliats caribs negres, cosa que va canviar definitivament l'equilibri de forces.
La nit de l'11 de juny de 1796 l'exèrcit britànic va atacar Vigie (l'última zona sota control carib). Després de lluitar tota la nit, els caribs van aixecar la bandera de treva per a negociar la rendició, però els britànics no van acceptar les seves condicions. Després, els caribs negres van fugir per a reagrupar-se i eludir els britànics i van continuar fent escaramusses sagnants per a debilitar les fortaleses i guarnicions britàniques. Els colonitzadors, tot i ser superiors en nombre, no van poder subjugar els nadius i van estar a punt de perdre la guerra diverses vegades però es van salvar perquè van arribar més reforços. Llavors, es van tornar a fer negociacions.

## Conseqüències i
Els britànics van decidir que els caribs físicament indígenes (caribs grocs) poguessin continuar vivint a l'illa, però va deportar als caribs negres, primer a l'illa de Balliceaux i després a Bequia, les dues a les Grenadines.
El govern colonial britànic després va deportar els caribs negres de Saint Vincent a l'illa de Roatán, a l'actual Hondures. Aquests, des d'aquesta illa es van expandir al llarg dels anys a través de la costa carib d'Amèrica Central i en l'actualitat tenen comunitats costaneres des de Nicaragua fins a Belize (també a Honduras i a Guatemala). En aquests llocs, els antics caribs negres han adoptat el nom de garifunes i mantenen la llengua i tradició garifuna.
El 1959 el 1st Bn West India Regiment va rebre una benvinguda amb honors a Saint Vincent.